# Membrío
Membrío – gmina w Hiszpanii, w prowincji Cáceres, w Estramadurze, o powierzchni 207,74 km². W 2011 roku gmina liczyła 738 mieszkańców.